# Hiệp định Paris 1973
Hiệp định Paris về Việt Nam (hay hiệp định Paris 1973, Hiệp định Ba Lê) là hiệp định chấm dứt chiến tranh, lập lại hòa bình ở Việt Nam do 4 bên tham chiến: Hoa Kỳ, Việt Nam Dân chủ Cộng hòa, Cộng hòa miền Nam Việt Nam và Việt Nam Cộng hòa ký kết tại Paris ngày 27 tháng 1 năm 1973. Về mặt công khai thì đàm phán có 4 bên và nội dung chính thức của bản Hiệp định cơ bản dựa trên Tuyên bố 10 điểm ngày 8 tháng 5 năm 1969 của phái đoàn Cộng hòa Miền Nam Việt Nam, nhưng việc đàm phán để đạt được nội dung hiệp định lại chủ yếu được quyết định bởi các phiên họp kín giữa 2 đoàn Việt Nam Dân chủ Cộng hòa và Hoa Kỳ.
Trong quá trình đàm phán, Hoa Kỳ gần như phớt lờ ý kiến của đoàn Việt Nam Cộng hòa và tự sắp đặt mọi chuyện trong các cuộc họp kín với Việt Nam Dân chủ Cộng hòa trong khi phái đoàn Việt Nam Dân chủ Cộng hòa và Cộng hòa Miền Nam Việt Nam lại luôn có sự phân công, phối hợp nhịp nhàng, ăn ý, liên tục thảo luận với nhau trước khi đưa ra quyết sách. Do vậy, sau khi điều khoản Hiệp định được thống nhất giữa Việt Nam Dân chủ Cộng hòa-Cộng hòa Miền Nam Việt Nam và Hoa Kỳ thì đoàn Việt Nam Cộng hòa lại từ chối ký vì có những điều khoản bất lợi cho họ. Nhưng Việt Nam Cộng hòa chỉ phản đối được vài ngày, bởi sau đó Hoa Kỳ đã đe dọa và buộc đoàn này phải ký Hiệp định.
Lê Đức Thọ và Henry Kissinger, hai nhân vật chủ chốt trong cuộc đàm phán, đã được trao tặng giải Nobel Hòa Bình năm 1973, nhưng Lê Đức Thọ đã từ chối không nhận giải này với lý do hòa bình vẫn chưa lập lại tại Việt Nam. Còn ông Kissinger yêu cầu đại sứ Mỹ tại Na Uy thay mặt mình nhận giải. Ông Lê Đức Thọ cũng cho rằng việc nhận giải sẽ là một sự đánh đồng giữa kẻ xâm lược (Hoa Kỳ) với người bị xâm lược (nhân dân Việt Nam) và sẽ chỉ nhận giải khi giải đó chỉ được trao cho mình ông do giải Nobel hòa bình phải được trao cho đại diện của bên kiến tạo hòa bình (nhân dân Việt Nam).

## Quá trình đàm phán
Việc đàm phán giữa Hoa Kỳ và Việt Nam Dân chủ Cộng hòa là được Việt Nam Dân chủ Cộng hòa đề xướng nhằm đạt được một nền hòa bình, thống nhất ở Việt Nam. Sau nhiều lần thỏa thuận, địa điểm tổ chức hội đàm được chọn là thành phố Paris, thủ đô nước Cộng hòa Pháp. Thời gian đàm phán kéo dài từ tháng 5 năm 1968 đến tháng 1 năm 1973. Các bên tham gia ban đầu chỉ có Việt Nam Dân chủ Cộng hòa và Hoa Kỳ; sau mở ra thành hội nghị bốn bên, có thêm Việt Nam Cộng hòa và Chính phủ Cách mạng Lâm thời Cộng hòa miền Nam Việt Nam. Chính phủ Cách mạng Lâm thời Cộng hòa miền Nam Việt Nam cũng đã đưa ra các giải pháp hòa bình, trong đó đề nghị 10 điểm ngày 8-5-1969 mà sau này đã trở thành xương sống cho bản Hiệp định năm 1973.

### Giai đoạn 1968-1972
Khi một bên đang thắng thế trên chiến trường thì đàm phán thường bế tắc và điều đó đúng với Hội nghị Paris suốt thời kỳ từ 1968 đến 1972. Các bên dùng hội nghị như diễn đàn đấu tranh chính trị. Trong giai đoạn này, các phiên đàm phán thường rơi vào bế tắc do tình trạng giằng co trên chiến trường và do phía Hoa Kỳ không chịu đi vào đàm phán thực chất đối với việc rút quân Mỹ. Giai đoạn này cũng xảy ra các cuộc tiếp xúc bí mật của 2 cố vấn đặc biệt: Lê Đức Thọ của Việt Nam Dân chủ Cộng hòa và Tiến sĩ Henry Kissinger, cố vấn của Tổng thống Hoa Kỳ - Richard Nixon, là đi vào thảo luận thực chất, nhưng cũng không đi được đến thoả hiệp do lập trường các bên quá khác biệt và cục diện chiến trường chưa nghiêng hẳn về bên nào. Ngày 25 tháng 8 năm 1969, Hồ Chí Minh trả lời thư của Tổng thống Mỹ Nixon, yêu cầu phía Mỹ chấm dứt chiến tranh xâm lược và rút quân ra khỏi miền Nam Việt Nam.

### Giai đoạn 1972-1973
Đến giữa năm 1972, khi Việt Nam Dân chủ Cộng hòa có chủ trương chuyển hướng sang chiến lược hòa bình. Áp lực quốc tế và trong nước đối với Hoa Kỳ về việc ký kết thỏa thuận hòa bình ngày càng tăng, đặc biệt áp lực tăng tới đỉnh điểm khi Chiến dịch Lam Sơn 719 của Quân lực Việt Nam Cộng hòa thất bại và được coi là minh chứng cho việc Chiến lược Việt Nam hóa chiến tranh của Hoa Kỳ đã sụp đổ, thì đàm phán mới đi vào thực chất thoả hiệp.
- Lập trường ban đầu của Hoa Kỳ: quân đội Hoa Kỳ cùng các đồng minh nước ngoài rút khỏi Việt Nam phải đồng thời với việc Quân đội Nhân dân Việt Nam rút khỏi Nam Việt Nam. Chính quyền Việt Nam Cộng Hòa của Tổng thống Nguyễn Văn Thiệu có quyền tồn tại trong giải pháp hoà bình. Không có Tổng tuyển cử thống nhất Việt Nam.
- Lập trường ban đầu của Việt Nam Dân chủ Cộng hòa: các lực lượng quân đội Hoa Kỳ phải rút khỏi Việt Nam. Thành lập Chính phủ liên hiệp lâm thời gồm 3 lực lượng chính trị: Chính quyền Sài Gòn, Chỉnh phủ Cách mạng Cộng hòa miền Nam Việt Nam và lực lượng trung lập để tiến hành Tổng tuyển cử thống nhất với miền Bắc. Việc đòi hỏi Quân đội Nhân dân Việt Nam và Quân đội Hoa Kỳ cùng rút khỏi miền Nam Việt Nam là một sự đánh đồng không thể chấp nhận được.[9]

Hiệp định Paris được ký kết vào ngày 27 tháng 1 năm 1973. Ngày 29 tháng 3 năm 1973, quân nhân Mỹ cuối cùng rời Việt Nam, chấm dứt mọi can thiệp quân sự trực tiếp của Hoa Kỳ đối với vấn đề Việt Nam, Hoa Kỳ sẽ chỉ còn duy trì viện trợ và cố vấn quân sự. Từ thời điểm này, tuy vẫn nhận viện trợ quân sự và kinh tế từ Hoa Kỳ nhưng Quân lực Việt Nam Cộng hòa phải đơn phương trực tiếp chiến đấu với Quân giải phóng miền Nam Việt Nam. Đầu năm 1974, Quân lực Việt Nam Cộng hòa tiếp tục có những đợt tấn công nhằm vào lực lượng đối phương tại các khu vực trọng điểm như tại Quân khu 5, Kon Tum, Pleiku, xung quanh Sài Gòn,... Tuy nhiên, từ giữa năm 1974, cường độ tấn công của Quân lực Việt Nam Cộng hòa giảm dần và tương quan lực lượng thực sự nghiêng về Quân giải phóng miền Nam Việt Nam từ cuối năm 1974, thậm chí là thay đổi với tốc độ chóng mặt vì tinh thần của Quân lực Việt Nam Cộng hòa xuống chưa từng thấy khi mất nguồn viện trợ từ Hoa Kỳ cũng như các chiến dịch trước đó không đạt được yêu cầu đề ra.

## Nội dung chính của hiệp định và lập trường các bên
Nội dung hiệp định được chia thành chín chương, nói về các chủ đề về cơ bản giống như trong bản dự thảo 9 điểm mà Hoa Kỳ và Việt Nam Dân chủ Cộng hoà đã thống nhất với nhau vào tháng 10 năm 1972 với xương sống là tuyên bố 10 điểm của Mặt trận Giải phóng miền Nam Việt Nam trước đó. Đó là :

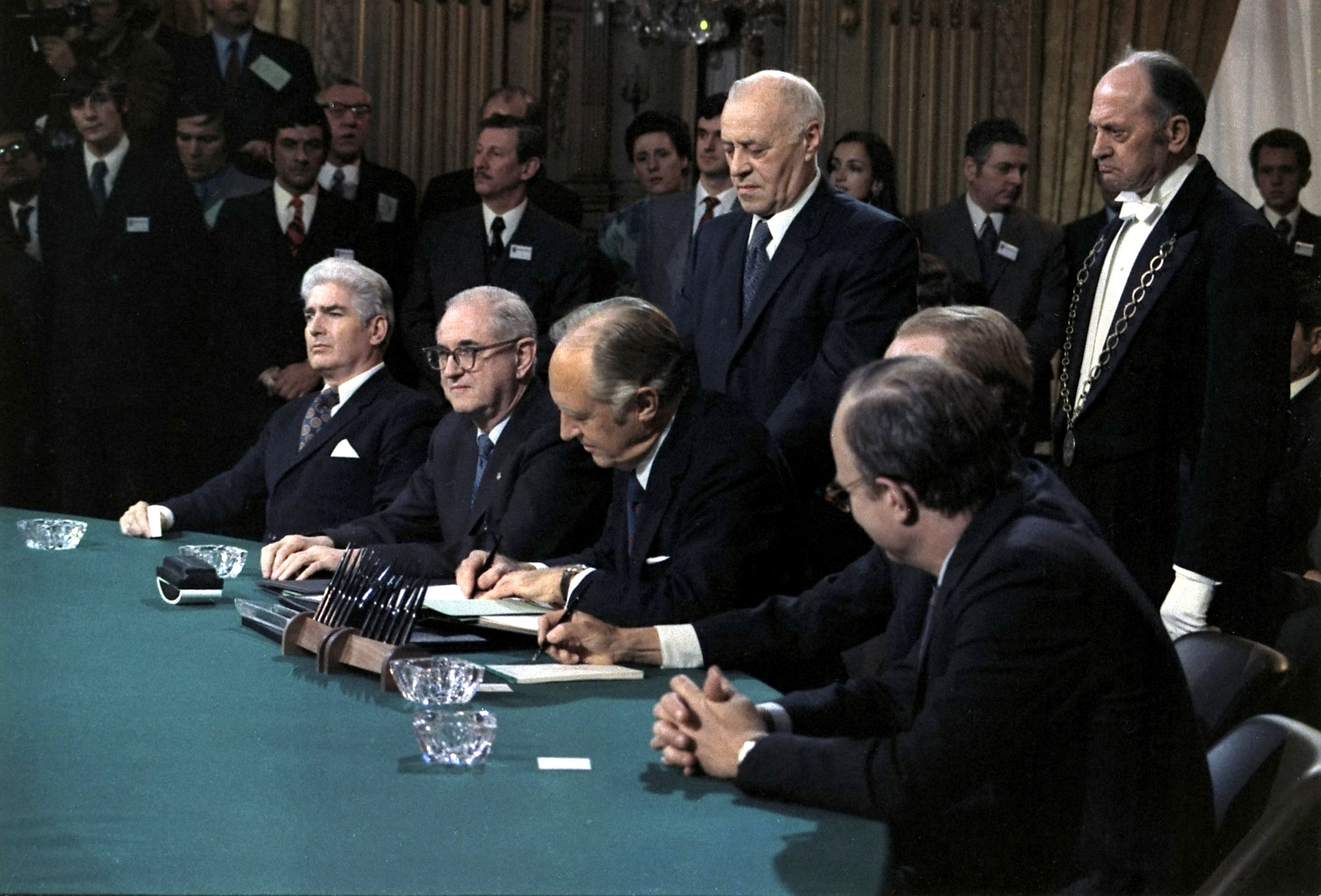
Phía Hoa Kỳ ký kết Hiệp Định Paris

## Vi phạm Hiệp định
Sau khi lực lượng quân sự Hoa Kỳ rút hết vào cuối tháng 3 năm 1973, phía Việt Nam Dân chủ Cộng hòa và Mặt trận Giải phóng miền Nam và phía Việt Nam Cộng hòa tố cáo nhau vi phạm Hiệp định, tuy nhiên hai bên không có hoạt động quân sự lớn nào trong năm 1973. Việt Nam Cộng hòa đã ráo riết thực hiện Chiến dịch Tràn ngập lãnh thổ từ đêm 24/01/1973 và hàng loạt kế hoạch quân sự trong toàn bộ năm 1973, đầu năm 1974. Đế đáp trả, Việt Nam Dân chủ Cộng hòa và Mặt trận Giải phóng miền Nam chuẩn bị cho việc đánh dứt điểm chính quyền Việt Nam Cộng hòa nhưng quá trình chuẩn bị được bắt đầu từ cuối năm 1973 (sau Chiến dịch Tràn ngập lãnh thổ được thực thi). Bên cạnh đó, Việt Nam Cộng hòa cũng đã thực hiện Chiến dịch Lý Thường Kiệt từ năm 1973 để từng bước một loại bỏ các lực lượng của Quân Giải phóng Miền Nam Việt Nam nhưng bất thành.
Chiến dịch Tràn ngập lãnh thổ thậm chí được Việt Nam cộng hòa lên kế hoạch từ năm 1972 để đề phòng khả năng Hiệp định không có lợi cho Việt Nam Cộng hòa. Các Kế hoạch như Hùng Vương, Lý Thường Kiệt (1973-1974) và kế hoạch toàn diện lâu dài (1973-1978) đã được Mỹ và Việt Nam Cộng hòa đưa ra nhằm nhanh chóng bình định miền Nam Việt Nam, nâng cao khả năng tác chiến của Quân lực Việt Nam Cộng hòa. Tới ngày 18-02-1975, Tổng thống Nguyễn Văn Thiệu triệu tập phiên họp các tướng lĩnh tại Dinh Độc lập để soát xét việc thực thi Kế hoạch quân sự Lý Thường Kiệt 1975. Theo đó, Quân khu II được nhận định là hướng trọng điểm trong đợt tấn công xuân-hè, trước khi Chiến dịch Tây Nguyên xảy ra.
Về nguyên tắc thì các bên ký kết phải thừa nhận miền Nam Việt Nam tạm thời có hai chính quyền (tuy nhiên không có định nghĩa về hai chính quyền đó), nhưng sẽ nhanh chóng được thay thế bằng một chính quyền mới. Số quân Quân Giải phóng miền Nam Việt Nam trên chiến trường lúc đó, số quân của họ trên đường mòn Hồ Chí Minh, số vũ khí họ mang vào và mang ra là những dữ liệu không thể kiểm chứng được nhưng theo số liệu cung cấp của Hoa Kỳ là 219.000 người (thấp hơn của Quân lực Việt Nam Cộng hòa với 920.000 người). Lượng viện trợ của Liên Xô, Trung Quốc và các nước Xã hội Chủ nghĩa khác viện trợ cho Việt Nam Dân chủ Cộng hòa vẫn có thể kiểm soát tại các cửa khẩu trên bộ, cảng hàng không và cảng biển (Trong hiệp định không cấm nước ngoài viện trợ cho Việt Nam Dân chủ Cộng hòa mà chỉ cấm cung cấp vũ khí cho các bên ở miền Nam Việt Nam). Tương tự, vũ khí Mỹ vào Việt Nam qua các cảng và cầu hàng không cũng dễ dàng được quản lý. Tuy vậy việc Hoa Kỳ tiếp tục cung cấp vũ khí và 23.000 cố vấn quân sự cho Việt Nam Cộng hòa là một sự vi phạm các điều khoản liên quan tới việc cấm Hoa Kỳ can dự vào miền Nam Việt Nam trong Hiệp định Paris và khiến cho phía Việt Nam Cộng hòa có thêm động lực để tiến hành các hoạt động quân sự chống lại Mặt trận Dân tộc Giải phóng miền Nam Việt Nam. Bên cạnh đó, điều khoản về ngăn cấm các bên lập căn cứ quân sự trên đất Lào trung lập là nhượng bộ của Việt Nam Dân chủ Cộng hòa nhưng phía Vương quốc Lào lại vi phạm lệnh ngừng bắn trong Hiệp ước Viêng Chăn, tạo điều kiện để Pathet Lào tương trợ lẫn nhau với Quân đội Nhân dân Việt Nam và Quân Giải phóng miền Nam Việt Nam. Tại Campuchia, điều tương tự cũng xảy ra khi quân đội của Lon Nol tấn công quân đội của Pol Pot, tuy nhiên, Pol Pot đã không nhận được sự hỗ trợ từ phía Quân đội Nhân dân Việt Nam và Quân Giải phóng miền Nam Việt Nam.

### Việt Nam Cộng hòa

#### Chính trị
Phía Việt Nam Cộng hòa đã sử dụng bộ máy tuyên truyền của mình để bóp méo diễn biến Hội nghị Paris. Trong câu đầu của Hiệp định "Các bên tham gia Hội nghị Paris về Việt Nam" được họ giải thích là "chỉ có hai phe tham dự hòa hội Ba Lê (Paris). Một phe là Việt Nam cộng hòa và đồng minh Hoa Kỳ và phe kia là Cộng sản". Trên thực tế, đây là Hội nghị 04 bên bao gồm Việt Nam Dân chủ Cộng hòa, Hoa Kỳ, Việt Nam Cộng hòa và Cộng hòa miền Nam Việt Nam. Ở Điều 2, câu "việc chấm dứt hoàn toàn chiến sự nói trong điều này là vững chắc và không thời hạn" bị chỉnh sửa như sau: "Bản tiếng Anh dùng chữ "durable and without limit of the time" trong khi đó bản văn tiếng Việt lại dịch là "vững chắc và không thời hạn". "Durable" không có nghĩa là vững chắc, mà chỉ có tính chất lâu dài. Lợi dụng điểm c, điều 3 không quy định cụ thể về lực lượng vũ trang của các bên, chính quyền Sài Gòn đặt "cảnh sát quốc gia" và "nhân dân tự vệ" nằm ngoài phạm vi của hiệp định. Tuy nhiên sau đó, hai lực lượng này trở thành nhân tố chủ yếu hỗ trợ của Quân lực Việt Nam Cộng hòa tiến hành cuộc chiến tranh "giành dân, lấn đất" với Quân Giải phóng miền Nam Việt Nam. Nhằm tránh thực hiện Điều 6 của hiệp định "hủy bỏ tất cả các căn cứ quân sự ở miền Nam Việt Nam của Hoa Kỳ và các nước khác", quân đội Hoa Kỳ đã tiến hành bàn giao toàn bộ căn cứ, phương tiện chiến tranh cho Quân lực Việt Nam Cộng hòa trước khi hiệp định được ký kết.
Chính quyền Nguyễn Văn Thiệu đã ra "công điện mang tay" mật – thượng khẩn số 5458/TTM/P345 ra lệnh cho các đơn vị cấm "phổ biến các tin tức chiến sự trên báo chí, đài phát thanh hay vô tuyến truyền hình", trong đó nêu rõ: "Từ nay cấm không được nói rõ số lượng phi xuất, hải xuất, pháo binh yểm trợ… mà phải thay đổi hình thức giải thích đó là các hoạt động có tính cách phản ứng tự vệ". Điều 4 của Nghị định thư về ngừng bắn ở miền Nam Việt Nam và về các ban liên hợp quân sự, mặc dù Chính phủ Cách mạng lâm thời Cộng hòa miền Nam Việt Nam nhiều lần đề nghị nhưng chính quyền Sài Gòn vẫn cự tuyệt. Ngày 19/02/1973, Trần Thiện Khiêm, Thủ tướng chính quyền Sài Gòn, ban hành Công văn số 437/PThT/BĐPT/KH "Tuyệt đối không có việc tự động bắt tay giữa các chỉ huy trưởng đơn vị các cấp của ta (Quân lực Việt Nam Cộng hòa) với địch (Quân giải phóng) để chia khu vực và để cho địch tự do di chuyển"
Tại Hội nghị giữa hai bên miền Nam Việt Nam ở Sài Gòn, chính quyền Nguyễn Văn Thiệu cũng luôn tìm cách né tránh giải quyết các vấn đề theo đúng tinh thần Hiệp định Paris. Mặc dù thừa nhận Điều 10 của Hiệp định "đặt ra một tiên quyết là phải ngừng bắn trước đã rồi mới thảo luận được vấn đề hòa bình. Chỉ sau ngừng bắn thực sự, hai bên mới có thể thương lượng với nhau về các giải pháp cho các vấn đề tranh chấp" nhưng tại Hội nghị của hai bên miền Nam, khi Chính phủ Cách mạng lâm thời Cộng hòa miền Nam Việt Nam đưa ra Đề nghị 6 điểm, trong đó đầu tiên là tôn trọng ngừng bắn rồi mới giải quyết các vấn đề khác thì phía chính quyền Nguyễn Văn Thiệu lại đưa ra Đề nghị 5 điểm, trong đó đưa vấn đề tổng tuyển cử lên trước.
Chính Nguyễn Văn Thiệu tuyên bố:
| “ | "Quốc tế bây giờ nói ông Thiệu không thi hành Hiệp định Ba Lê... A lê quốc tế dẹp, chuyện này không phải của mấy người. Tôi biết tôi phải làm cái gì, Hiệp định Ba Lê này mấy ông có đọc chưa, mấy ông thuộc bằng tôi không, mấy ông xen cái lỗ mũi vô trong chuyện của tôi... Ôi đồ ba cái thứ là hội quốc tế này, quốc tế kia đánh điện, tôi xé tôi vứt vào giỏ rác, kể cả Liên Hợp Quốc cũng chẳng làm cái trò trống gì cho nên hình... Đừng nói giải pháp chính trị, giải pháp chính trị rồi đưa tới Cộng sản...Cái hòa bình number one đó là chết, là ở yên trong lòng đất, là cái hòa bình số 1; cái hòa bình thứ 2 là hòa bình dưới chế độ Cộng sản... Hễ nó (quân giải phóng) giỏi nó thắng mình chịu. Mình thắng nó phải chịu. Không có cái chánh phủ liên hiệp tiên quyết... Đi lại chính phủ liên hiệp tiên quyết bây giờ như mấy cha mà đi cổ vũ đó, nói chính phủ liên hiệp, chính phủ liên hiệp thì là trở lại những chuyện mà mình (VNCH) đã đấu tranh mấy năm trời để tránh nó ở trong cái bản hiệp định"..."Sẽ không có tổng tuyển cử, sẽ không có chính phủ liên hiệp, sẽ không có phân chia vùng kiểm soát, sẽ không có lực lượng thứ ba và không có một Chính phủ Cách mạng lâm thời nào" | ” |

Bên cạnh đó, chính quyền Nguyễn Văn Thiệu một mặt luôn tuyên truyền khẩu hiệu rằng "Cộng sản Bắc Việt xâm lược miền Nam", mặt khác lại luôn tuyên bố họ sẽ chủ động tấn công: "Đánh cái thằng Cộng sản phải đánh với thằng Cộng sản cho hữu hiệu, hữu hiệu hơn thằng Cộng sản vì hỏa lực chúng ta (VNCH) hơn thằng Cộng sản"..."Chúng ta (VNCH) phải có những hành động ngay từ đầu, phải ngăn ngừa cái hành động chuẩn bị tổng phản công của Cộng sản một cách thích đáng".

#### Quân sự
Mặc dù trong các ngày 22-1, 17-2, 3-3-1973, chính quyền Việt Nam Cộng hòa có ban hành các công điện, huấn thị về thực thi lệnh ngừng bắn nhưng chỉ trong đêm 27 rạng sáng 28.1, quân đội Sài Gòn đã thực hiện 15 cuộc hành quân từ cấp tiểu đoàn trở lên, 19 cuộc hành quân cấp tiểu khu và chi khu (theo bản tổng hợp tình hình của Bộ tổng tham mưu sáng 28.1). Trong số này có các cuộc hành quân quan trọng: Đại Bàng (tại vùng Quảng Trị - Thừa Thiên), Lam Sơn (Thừa Thiên), Quang Trung (Quảng Nam), Quyết Thắng 27A (Quảng Tín - Quảng Ngãi), Dakto 15 (Kon Tum)... Tổng kết hoạt động tháng 1, quân đội Sài Gòn đã thực hiện 694 cuộc hành quân cấp tiểu đoàn trở lên, tăng 34% so với tháng 12/1972. Hoạt động của Hải quân và Không quân Việt Nam Cộng hòa được tăng cường mạnh mẽ khi số lượng chuyến hải xuất tăng 9% so với tháng 12/1972. Cường độ hoạt động của không quân tăng 100%. Ngay trong tháng 1-1973, Không lực Việt Nam Cộng hòa đã thành lập thêm 1 phi đội mới với việc tuyển dụng 691 sĩ quan, 2426 Hạ sĩ quan, 1960 lính và nhận thêm 31 phi cơ của Hoa Kỳ. Năng lực tác chiến của lực lượng trọng pháo tăng 100%, của lực lượng tăng-thiết giáp tăng 85%
Để thực hiện Chiến dịch Tràn ngập lãnh thổ, chính quyền Nguyễn Văn Thiệu giao Bộ Quốc phòng Việt Nam Cộng hòa gấp rút "gọi nhập ngũ hạng tuổi thuộc thành phần học sinh", Bộ Nội vụ gấp rút nhắc nhở, đôn đốc treo cờ tại những nơi khó gỡ.
Phiếu nghiên cứu của lực lượng an ninh diện địa của Bộ Quốc phòng Việt Nam Cộng hòa ghi rõ:
| “ | "Những cuộc hành quân (hành quân sau khi Hiệp định được ký) dù rằng được biện minh chỉ là những cuộc hành quân tự vệ, nhưng vẫn không khỏi mang một tính cách quân sự quá lộ liễu không hợp tình và hợp lý với dư luận quốc tế...Ta vận dụng hình thức chính quy chiến, trận địa chiến... quân số của ta được duy trì ở mức 1.100.000 người" | ” |

Chiến dịch Tràn ngập lãnh thổ được lên kế hoạch từ năm 1972, trong đó phải gây tổn thất tối đa cho phía Quân Giải phóng, lực lượng Cảnh sát Quốc gia Việt Nam Cộng hòa đóng vai trò then chốt trong việc tìm kiếm mục tiêu để Quân lực Việt Nam Cộng hòa tấn công. Ngay trong đêm ký Hiệp định, phía Việt Nam Cộng hòa đã tổ chức 74 cuộc hành quân, trong đó 44 ở Quân khu 1, 10 ở Quân khu 2 và 20 ở Quân khu 3
Đặc biệt, lúc 07h58' ngày 28/01/1973, 2 phút trước khi Hiệp định Paris có hiệu lực, Quân lực Việt Nam Cộng hòa sử dụng lực lượng biệt kích và xe tăng tấn công căn cứ Cửa Việt của Quân Giải phóng miền Nam Việt Nam Đây là cuộc tấn công "Tràn ngập lãnh thổ" lớn nhất của Việt Nam Cộng hòa, diễn ra ở phía bắc tỉnh Quảng Trị, nhằm đánh chiếm một vị trí quan trọng là cảng Cửa Việt. Ngày 21/1/1973, tướng Abrams, tướng Heige và tướng Ngô Quang Trưởng ra lệnh tiến hành Chiến dịch Tangocyti (tên gọi trận tấn công Cửa Việt của QLVNCH do các cố vấn Hoa Kỳ đặt). Đêm 25/1/1973, các tiểu đoàn 9 (lữ đoàn đặc nhiệm), 3 (lữ đoàn 258), lữ 147 và hơn 140 xe tăng nổ súng tấn công. Không lực Hoa Kỳ điều động 80 phi vụ B-52, pháo binh từ hạm đội 7 và 4 tiểu đoàn pháo ở thị xã Quảng Trị bắn hơn 60.000 viên đạn pháo yểm hộ cho quân Việt Nam Cộng hòa. 23 giờ ngày 27/1/1973, lữ đoàn đặc nhiệm đã tiếp cận cảng Cửa Việt. Đến 1 giờ ngày 28/1/1973, Bộ tư lệnh B5 quân Giải phóng biết tin và điều trung đoàn 101 và 5 xe tăng đánh vào sườn Lữ đoàn đặc nhiệm, bắn cháy 8 xe tăng đối phương nhưng không ngăn được đối phương tiến về cảng Cửa Việt. Rạng sáng ngày 28/1/1973, Bộ tư lệnh B5 tiếp tục điều 5 tiểu đoàn chi viện cho các lực lượng giữ Cửa Việt, đến trưa thì điều tiếp Trung đoàn 24 (sư đoàn 304) và 1 đại đội xe tăng (thuộc trung đoàn 203) tấn công phía sau cánh quân của đối phương. Rạng sáng 31/1/1973, quân Giải phóng tổ chức tổng công kích đồng loạt, ba cụm quân Việt Nam Cộng hòa ở cảng bị diệt, hai cụm quân còn lại chạy về Mỹ Thủy. Cuộc hành quân Tangocyti của Mỹ - Việt Nam Cộng hòa đã thất bại.
Ngày 12/10/1973, tướng Cao Văn Viên, Tổng tham mưu trưởng Quân lực Việt Nam Cộng hòa đã đề nghị Tổng thống Nguyễn Văn Thiệu yêu cầu Hoa Kỳ hỗ trợ về không quân trong các cuộc hành quân thuộc Chiến dịch Tràn ngập lãnh thổ.
Trong năm 1973, chính quyền Việt Nam Cộng hòa cũng đã đưa ra Kế hoạch Quốc phòng 4 năm (1974-1978), trong đó nêu rõ Tiêu diệt hạ tầng cơ sở của địch (Quân Giải phóng miền Nam Việt Nam) ở nông thôn, lực lượng lục quân có 14.000 người/sư đoàn gồm biệt động quân, nhảy dù, thủy quân lục chiến,
Đầu năm 1974, Quân lực Việt Nam Cộng hòa tiếp tục có những đợt tấn công nhằm vào lực lượng đối phương tại các khu vực trọng điểm như tại Quân khu 5, Kon Tum, Pleiku, xung quanh Sài Gòn,...

### Hoa Kỳ
Để tiếp tục giữ thế cân bằng chiến lược với Liên Xô, Mỹ vẫn tiếp tục can dự vào nội bộ miền Nam Việt Nam dưới nhiều hình thức khác nhau. Mỹ thực hiện 03 giải pháp gồm: 1. tiếp tục viện trợ quân sự, kinh tế và cố vấn cho Việt Nam Cộng hòa thực hiện kế hoạch 05 năm xây dựng và củng cố Quân lực Việt Nam Cộng hòa nhằm thực hiện bình định, phá thế "da báo", mở rộng vùng kiểm soát, trọng điểm là vùng Đồng bằng Sông Cửu Long; 2. Rút quân nhưng để lại vũ khí, khí tài và nhiều nhân viên quân sự trá hình; 3 Lôi kéo các quốc gia tại Châu Á chống Việt Nam Dân chủ Cộng hòa và Cộng hòa miền Nam Việt Nam, gây sức ép buộc Liên Xô, Trung Quốc và các nước Xã hội chủ nghĩa khác giảm viện trợ
Nền tảng để Mỹ tiếp tục can dự vào miền Nam Việt Nam bao gồm 4 trụ cột:
1. Lực lượng Quân lực Việt Nam Cộng hòa còn mạnh và vẫn được tiếp tục củng cố. Trên thực tế, quân số và vũ khí Việt Nam Cộng hòa (920.000 người) vẫn vượt trội hơn hẳn so với Quân đội Nhân dân Việt Nam và Quân Giải phóng miền Nam Việt Nam (219.000 người).
2. Sức mạnh răn đe của Mỹ ở Đông Á và Đông Nam Á vẫn còn khi Hạm đội 7, Hải quân Hoa Kỳ và các căn cứ tại Thái Lan, Hàn Quốc, Philippines vẫn còn 56 tàu chiến và 1.020 máy bay chiến đấu các loại.
3. Mỹ vẫn tiếp tục rót viện trợ quân sự và kinh tế cho Việt Nam Cộng hòa. Tổng viện trợ của Mỹ dành cho Việt Nam Cộng hòa trong năm tài khóa 1974 là hơn 657 triệu USD, con số này gần gấp đôi tổng viện trợ Việt Nam Dân chủ Cộng hòa nhận được từ Liên Xô trong cả hai năm 1973-1974.
4. Liên Xô, Trung Quốc và các nước Xã hội chủ nghĩa khác bắt đầu giảm, thậm chí ngừng viện trợ cho Việt Nam Dân chủ Cộng hòa. Tiêu biểu, sau Thông cáo Thượng hải 1972 giữa Hoa Kỳ và Cộng hòa Nhân dân Trung Hoa, Cộng hòa Nhân dân Trung Hoa cũng giảm đáng kể lượng viện trợ cho Việt Nam Dân chủ Cộng hòa. Liên Xô cũng chủ trương không viện trợ cho Việt Nam Dân chủ Cộng hòa và Cộng hòa Miền Nam Việt Nam những vũ khí hiện đại hơn như xe tăng T-62, tên lửa phòng không S-125 Neva/Pechora, tiêm kích MiG-23 song song với việc giảm số lượng viện trợ đối với những loại vũ khí Quân giải phóng miền Nam Việt Nam đang sở hữu xuống chỉ còn một nửa, thậm chí một phần ba. Theo thống kê của Việt Nam Dân chủ Cộng hòa, trong 2 năm 1973-1974, tổng cộng Việt Nam Dân chủ Cộng hòa nhận được 114.532 tấn viện trợ quân sự, trị giá 339.355.353 rúp (~330 triệu USD), chỉ bằng 19% so với 2 năm 1971-1972.

Mục đích của Mỹ tại Việt Nam là từng bước làm Quân Giải phóng miền Nam Việt Nam và chính quyền Cộng hòa miền Nam Việt Nam suy yếu từ đó xóa bỏ thực trạng 02 chính quyền, 02 quân đội, 03 lực lượng chính trị tại miền Nam Việt Nam và biến miền Nam Việt Nam thực sự trở thành 01 quốc gia tách biệt hoàn toàn với miền Bắc Việt Nam như thực trạng trên bán đảo Triều Tiên. Mỹ sử dụng lực lượng quân sự tại các căn cứ tại Châu Á để răn đe Quân Giải phóng cũng như lấy việc giảm quân số tại đây để tiến hành mặc cả, ép Liên Xô và Trung Quốc giảm viện trợ cho Việt Nam Dân chủ Cộng hòa. Quân số của Mỹ tại Thái Lan ở mức 35.000 người, có 2 tướng, chủ yếu là không quân sẵn sàng can thiệp vào chiến trường Việt Nam bất cứ lúc nào
Tới đầu năm 1973, số lượng viện trợ của Mỹ cho Việt Nam Cộng hòa vẫn rất cao bao gồm 700 máy bay, 500 đại bác, 400 xe tăng và xe bọc thép, 2 triệu tấn vật chất phục vụ chiến tranh. Trong năm 1974, chính quyền Ford vẫn đề nghị Quốc hội Hoa Kỳ cung cấp 6 tỷ 200 triệu USD để viện trợ cho Việt Nam Cộng hòa. Từ sau khi Hiệp định được ký tới tháng 4/1974, Mỹ đã viện trợ cho Việt Nam Cộng hòa 27 triệu viên đạn cỡ 7,62x51mm, 112.000 tên lửa và rốc-két các loại (chủ yếu là không đối đất và chống tăng) và 80.000 quả bom các loại.

## Tác động đối với các bên tham gia và kết quả

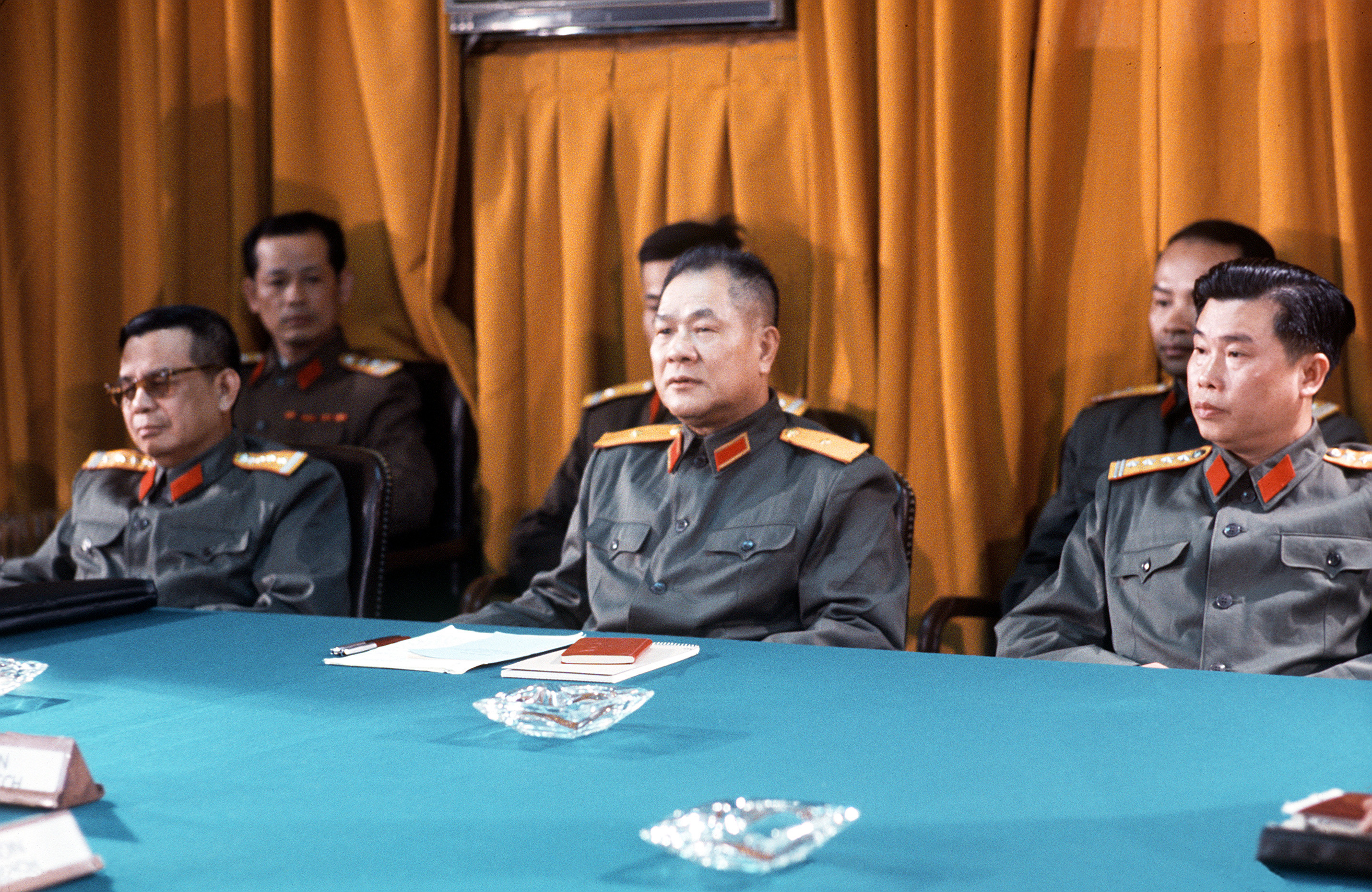
Phái đoàn quân sự Việt Nam Dân chủ Cộng hòa tham gia cuộc họp đầu tiên của Ủy ban liên hiệp quân sự 4 bên tại Trại Davis - Tân Sơn Nhất ngày 2 tháng 2 năm 1973

Theo Đại sứ Dương Văn Quảng, giám đốc Học viện Ngoại giao, việc ký Hiệp định Paris chứng tỏ Việt Nam Dân chủ Cộng hòa và Cộng hòa miền Nam Việt Nam đi đến thắng lợi từng bước và theo một cách đầy chiến lược. Đây là tiền đề để đi đến chiến thắng cuối cùng. Bên cạnh đó, đây cũng là một chiến thắng của ngoại giao nhân Việt Nam khi Việt Nam Dân chủ Cộng hòa và Cộng hòa miền Nam Việt Nam đã huy động được sự ủng hộ của dư luận quốc tế. Tuy nhiên, việc Hoa Kỳ-Trung Quốc thông qua Thông cáo Thượng Hải 1972 đã gây ra nhiều cản trở đối với tiến trình hòa bình, thống nhất của Việt Nam.
Đối với Việt Nam Cộng hòa thì hiệp định này là một tai ương lớn đối với họ mặc dù họ tham gia ký kết và đặt sự tồn tại của Việt Nam Cộng hòa trước một nguy hiểm trong một tương lai gần. Hiệp định này đã buộc Hoa Kỳ phải rút toàn bộ lực lượng quân sự của mình khỏi Việt Nam và Đông Dương. Điều này đã khiến Việt Nam Cộng hòa mất đi chỗ dựa chính và lún sâu vào khủng hoảng nhanh hơn. Để trấn an Việt Nam Cộng hòa, Tổng thống Nixon đã hứa với Tổng thống Nguyễn Văn Thiệu là trong trường hợp Việt Nam Dân chủ Cộng hòa phát động chiến tranh tiêu diệt Việt Nam Cộng hòa thì Hoa Kỳ sẽ phản ứng bằng cách thích hợp để bảo đảm an ninh cho Việt Nam Cộng hòa. Lời hứa này sẽ không có giá trị thực tế vì sau đó Quốc hội Hoa Kỳ đã ra nghị quyết không cho phép đưa lực lượng vũ trang trở lại Đông Dương mà không được phép của Quốc hội và quy định khuôn khổ viện trợ cho Việt Nam Cộng hòa. Với các áp đặt như vậy thì dù không có sự kiện Watergate, dù Tổng thống Nixon có tại vị thì cũng không thể giữ lời hứa một cách hữu hiệu được.
Đối với người Mỹ họ thực sự muốn đóng lại cuộc chiến, quên nó đi và mở sang một trang sử mới. Bên cạnh đó, cam kết bí mật của Tổng thống Richard Nixon rằng sức mạnh không quân Mỹ sẽ trở lại cuộc chiến nếu Việt Nam Dân chủ Cộng hòa đưa quân trở lại miền Nam, cam kết mà Quốc hội Mỹ không hề hay biết và rất có thể sẽ phản đối nếu xảy ra. Đối với quân đội Hoa Kỳ, đây là cách họ ra khỏi cuộc chiến này một cách chính đáng.
Điều khoản uỷ ban kiểm soát và giám sát quốc tế cũng chỉ là hình thức vì quyền lực của uỷ ban này chỉ có cơ chế giám sát, khuyến nghị, báo cáo kết quả các cuộc điều tra là chủ yếu.
Nói chung hiệp định này chỉ được thi hành nghiêm chỉnh ở những điều khoản rút quân Mỹ (cùng các đồng minh khác) và trao trả tù binh Mỹ, thống nhất Việt Nam thông qua phương thức chính trị. Hoa Kỳ thực sự muốn rút quân đội khỏi cuộc chiến và Việt Nam Dân chủ Cộng hòa sẵn sàng tạo điều kiện cho việc đó.
Để hoàn thành nốt các điều khoản trong Hiệp định Paris liên quan đến Tổng tuyển cử, Việt Nam Dân chủ Cộng hòa và Cộng hòa miền Nam Việt Nam tiến hành cuộc Tổng tuyển cử năm 1976 để thống nhất thành Cộng hòa Xã hội Chủ nghĩa Việt Nam.

## Các nhân vật đại diện chính thức cho các bên ký kết
- William P. Rogers Bộ trưởng Bộ Ngoại giao Hoa Kỳ
- Nguyễn Duy Trinh, Bộ trưởng Ngoại giao Việt Nam Dân chủ Cộng hòa
- Nguyễn Thị Bình, Bộ trưởng Ngoại giao Chính phủ Cách mạng Lâm thời Cộng hòa miền Nam Việt Nam
- Trần Văn Lắm, Tổng trưởng Ngoại giao Việt Nam Cộng hòa

## Các nhân vật chủ chốt tham gia đàm phán
- Lê Đức Thọ: Cố vấn Đặc biệt, Lãnh đạo đoàn Việt Nam Dân chủ Cộng hòa
- Xuân Thủy: Bộ trưởng Ngoại giao, Trưởng đoàn đàm phán Việt Nam Dân chủ Cộng hòa
- Henry Kissinger: Cố vấn đặc biệt của Tổng thống Hoa Kỳ
- Henry Cabot Lodge, Jr.: Trưởng đoàn đàm phán Hoa Kỳ